# Gareth Pugh
 (mars 2024).
Pour les articles homonymes, voir Pugh.
Gareth Pugh, né le 31 août 1981 à Sunderland au Royaume-Uni, est un styliste anglais. Il vit et crée à Paris.
Avec son approche extravagante et théâtrale de la création, ce créateur britannique aux accents punk a souvent été désigné comme "enfant terrible" de la mode.

## Carrière

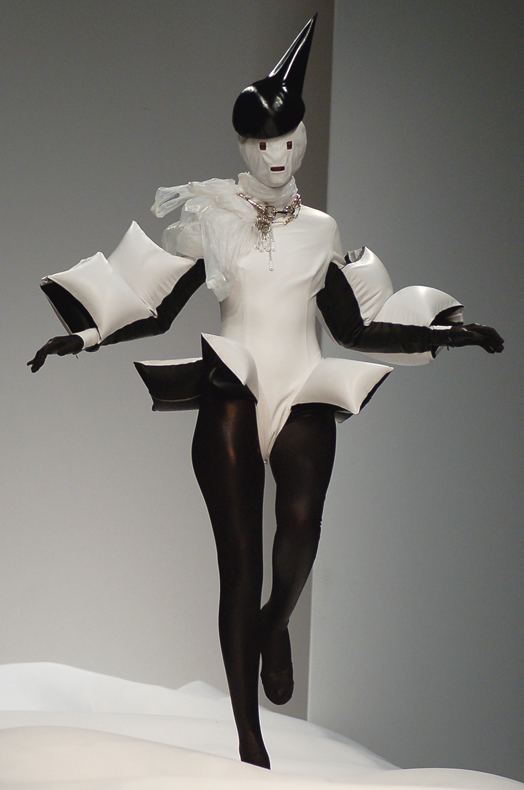
Vêtement gonflable de Gareth Pugh.

Gareth Pugh commence à travailler dès l'âge de quatorze ans comme créateur de costumes à l'English National Young Theatre. Il a commencé son éducation de mode au lycée de Sunderland, puis il est diplômé de la prestigieuse Central Saint Martins de Londres, section Fashion Design. Puis il entre au sein de la maison Rick Owens.
Sa collection de fin d'études qui utilisait des ballons attire l'attention de la rédaction du magazine Dazed & Confused qui en fit une de ses couvertures. Grâce au collectif d'artistes !Wowow!, en partenariat avec Dazed & Confused, et un premier défilé, Gareth Pugh attire l'attention de l'East London, le cœur de l'avant-garde londonienne.
En 2005, il est invité à présenter son travail lors de la semaine de la mode de Londres. En quatre semaines, sans équipe et sans moyens, il crée une collection. Le succès est immédiat et il attire sur lui l'attention de toute la presse sur son travail.
C'est en 2006 qu'il présente sa première collection en solitaire, il présentera ensuite ses collections Été 2007 et Hiver 2007 qui obtiendront les éloges de la critique.
Cette dernière collection est qualifiée de « spectacle incroyable et immanquable» par le British Vogue. Anna Wintour apporte également son soutien au jeune créateur.
Il compte alors de nombreux soutiens, notamment parmi les célébrités. Kylie Minogue a fait souvent appel à Gareth Pugh ces dernières années, notamment pour ses tournées Showgirl - The Greatest Hits Tour and Showgirl - The Homecoming Tour. De même que Róisín Murphy (ex: clips Overpowered ou Let Me Know.
En 2008, Kylie Minogue fait de nouveau appel à Gareth Pugh pour son single In My Arms, puis pour la promotion de son album X. La même année, Gareth habille Beyoncé pour les MTV Europe Awards, puis pour son single Diva.
Au cours de ces dernières années, il a également travaillé avec Lady Gaga lors de son apparition à l'émission X Factor, ainsi que la chanteuse Rihanna.
Depuis quelques années, grâce au soutien du créateur Rick Owens et de sa femme Michele Lamy, Gareth Pugh connait une ascension fulgurante.
En 2010, Gareth ouvre sa première boutique à Hong Kong.
En décembre 2015, le créateur britannique intervient également dans le monde du théâtre et de la danse en imaginant les costumes du ballet de Wayne McGregor "Aleas Sands" au Palais Garnier.